# Ångermanlands västra domsaga
Ångermanlands södra domsaga var en domsaga i Västernorrlands län. Den bildades 1882 (enligt beslut den 30 april 1881) vid delningen av Södra Ångermanlands domsaga och upplöstes 1970 då den tillsammans med Ångermanlands mellersta domsaga bildade Sollefteå domsaga.
Domsagan lydde först under Svea hovrätt, men överfördes till domkretsen för hovrätten för Nedre Norrland när denna bildades 1948. Vid bildandet löd två tingslag under domsagan, men detta antal minskades till ett den 1939, när de två bildade Ångermanlands västra domsagas tingslag. När domsagan upphörde 1970 löd således under den bara ett tingslag.

## Tingslag
- Fjällsjö tingslag; från 1913 till 1939
- Ramsele tingslag; till 1913
- Ramsele och Resele tingslag; från 1913 till 1939
- Resele tingslag; till 1913
- Ångermanlands västra domsagas tingslag; från 1939

## Häradshövdingar
- 1882–1893 Johan Alarik Schartau
- 1896–1911 Johan Albert Theodor Ringenson
- 1911–1924 Axel Robert Gotthard Nyrén
- 1925–1936 Vilhelm Carl Lundmarker
- 1937–1960 Herbert Ottocar Beckman
- 1960-1969 Sven Brehmer